# دوچرخه (ترانه پینک فلوید)
«دوچرخه» (به انگلیسی: Bike) آهنگی از گروه سایکدلیک راک پینک فلوید است که در آلبوم اوّلشان نی‌زن بر دروازه‌های سپیده‌دم قرار دارد.این آهنگ در دو آلبوم گردآوری‌شده پینک فلوید یادگاره‌ها (۱۹۷۱) و پژواک‌ها (۲۰۰۱) نیز قرار گرفته است.این آهنگ توسط خواننده و گیتارنواز گروه پینک فلوید سید برت نوشته شده است و او این آهنگ را برای دوست‌دخترش جنی اسپریس نوشته است.